# Jordanische Basketballnationalmannschaft der Damen
Die jordanische Basketballnationalmannschaft der Damen ist die Auswahl jordanischer Basketballspielerinnen, welche die Jordan Basketball Federation auf internationaler Ebene, beispielsweise in Freundschaftsspielen gegen die Auswahlmannschaften anderer nationaler Verbände, aber auch bei internationalen Wettbewerben repräsentiert. Größter Erfolg war die Teilnahme an der Asienmeisterschaft 1995. Im Jahr 1961 trat der nationale Verband dem Weltverband Fédération Internationale de Basketball (FIBA) bei. Im November 2013 wurde die Mannschaft nicht in der Weltrangliste der Frauen geführt.

## Internationale Wettbewerbe

### Jordanien bei Weltmeisterschaften
Die Mannschaft konnte sich bisher nicht für eine Weltmeisterschaft qualifizieren.

### Jordanien bei Olympischen Spielen
Bisher gelang es der Mannschaft nicht, sich für die olympischen Basketballwettbewerbe zu qualifizieren.

### Jordanien bei Asienmeisterschaften
Die Mannschaft kann bisher eine Teilnahme an der Asienmeisterschaft vorweisen:
| - 1965: nicht qualifiziert - 1968: nicht qualifiziert - 1970: nicht qualifiziert - 1972: nicht qualifiziert - 1974: nicht qualifiziert - 1976: nicht qualifiziert - 1978: nicht qualifiziert - 1980: nicht qualifiziert - 1982: nicht qualifiziert - 1984: nicht qualifiziert - 1986: nicht qualifiziert - 1988: nicht qualifiziert - 1990: nicht qualifiziert | - 1992: nicht qualifiziert - 1994: nicht qualifiziert - 1995: 11. Platz - 1997: nicht qualifiziert - 1999: nicht qualifiziert - 2001: nicht qualifiziert - 2004: nicht qualifiziert - 2005: nicht qualifiziert - 2007: nicht qualifiziert - 2009: nicht qualifiziert - 2011: nicht qualifiziert - 2013: nicht qualifiziert - 2015 |